# Elmer Acevedo
Elmer Ángel Acevedo (ur. 24 lutego 1946 w Chanmico w departamencie La Libertad, zm. 30 sierpnia 2017) – salwadorski piłkarz, reprezentant kraju grający na pozycji napastnika.

## Kariera klubowa
Acevedo piłkarską karierę rozpoczął w 1966 roku w klubie FAS Santa Ana, w którym grał do 1972 roku.

## Kariera reprezentacyjna
Acevedo grał w reprezentacji Salwadoru w latach 60. i 70. XX wieku. W 1968 roku wystąpił na Igrzyskach Olimpijskich w Meksyku, gdzie wystąpił w przegranym 0:4 meczu z Węgrami. W 1968 i 1969 roku uczestniczył w zakończonych sukcesem eliminacjach Mistrzostw Świata 1970. Na mundialu w Meksyku był rezerwowym i nie wystąpił w żadnym spotkaniu.